# Shakti (együttes)
A Shakti egy fúziós jazz/világzenei együttes volt, amely 1974-től 1978-ig működött.

## Története
A Shakti zenekart John McLaughlin gitáros, L. Shankar hegedűs, Zakir Hussain, Ramnad Raghavan és T.H. Vinayakram alapították. McLaughlin angol származású, míg a többiek Indiából származnak. Zenéjük a világzene, az indiai zene és a jazz keveréke. Rövid pályafutásuk alatt három albumot jelentettek meg. Feloszlásuk után McLaughlin, Zakir és Vinayakram új, hasonló hangzású együttest alapítottak Remember Shakti néven.

## Diszkográfia
- Shakti Shakti with John McLaughlin (1976)
- A Handful of Beauty (1976)
- Natural Elements (1977)